# St. Paul (Alaska)
St. Paul es una ciudad ubicada en el Área censal de Aleutianas Occidentales en el estado estadounidense de Alaska. En el Censo de 2010 tenía una población de 479 habitantes y una densidad poblacional de 0,63 personas por km².

## Geografía
St. Paul se encuentra en las coordenadas 57°10′45″N 170°19′30″O / 57.17917, -170.32500. Según la Oficina del Censo de los Estados Unidos, St. Paul tiene una superficie total de 765.25 km², de la cual 104.41 km² corresponden a tierra firme y (86.36%) 660.83 km² es agua.

## Demografía
Según el censo de 2010, había 479 personas residiendo en St. Paul. La densidad de población era de 0,63 hab./km². De los 479 habitantes, St. Paul estaba compuesto por el 11.06% blancos, el 0.42% eran afroamericanos, el 82.25% eran amerindios, el 0.63% eran asiáticos, el 0.21% eran isleños del Pacífico, el 0.63% eran de otras razas y el 4.8% pertenecían a dos o más razas. Del total de la población el 3.55% eran hispanos o latinos de cualquier raza.